# Kereyagalahalli, Challakere
Kereyagalahalli là một làng thuộc tehsil Challakere, huyện Chitradurga, bang Karnataka, Ấn Độ.